# Gaël Monthurel
Gaël Monthurel, francoski rokometaš, * 22. januar 1966, Gonfreville-l'Orcher.
Leta 1992 je na poletnih olimpijskih igrah v Barceloni v sestavi francoske reprezentance osvojil bronasto olimpijsko medaljo. Čez štiri leta je z reprezentanco osvojil 4. mesto.